# Montego Bay United FC
El Montego Bay United FC es un club de fútbol de Jamaica, ubicado en la ciudad de Montego Bay; actualmente participa en la Liga Premier de Jamaica.

## Historia
Fundado como Beacon FC en 1972, el club se renombró como Seba United después de unos años y ha ganado la Liga Nacional de Jamaica en 1987 y 1997 con ese nombre.
Seba United fue relegado de la Jamaica Premier League después de la temporada 2007/08 por primera vez en su historia y jugó en la Super Liga de la Confederación Occidental, antes de regresar al nivel más alto de Jamaica para la temporada 2011/12 después de ganar los play-off de promoción. El exitoso entrenador peruano Danilo Barriga dejó el club apenas unas semanas antes del final de la temporada.
En julio de 2011, la franquicia fue adquirida por Orville Powell y renombrada como Montego Bay United.

## Jugadores

### Jugadores notables
La siguiente es una lista de los jugadores más notables que han jugado en el club.
| Extranjeros - Anthony Zárate - Shawn Beveney - Richard Reynolds - Lesly St. Fleur | Locales - Stephen Malcolm - Alton Sterling - Theodore Whitmore - Hector Wright - Owayne Gordon - Dino Williams - Jermaine Woozencroft |

### Números retirados
- 2 -  Stephen Malcolm (1989-2001)[1]

## Palmarés

### Torneos nacionales
- Liga Premier de Jamaica (4):

1987, 1997, 2014, 2016
- JFF Champions Cup (10) :

1973, 1975, 1976, 1990, 1991, 1992, 1994, 1996, 1999
- Western Confederation Super League (1) :

2011

### Torneos internacionales
- Campeón del Campeonato de Clubes de la CFU (1):

1997

## Entrenadores
| Entrenador               | Período     |
| ------------------------ | ----------- |
| Danilo Barriga           | 2011 - 2012 |
| Dean Weatherly           | 2013 - 2014 |
| Carlos Aitor García Sanz | 2014 - 2015 |
| Tim Hankinson            | 2015 - 2016 |
| Leonardo Neiva           | 2016 - 2017 |
| Slavisa Bozicic          | 2017        |
| Rodolfo "Rolo" Zapata    | 2024 - act. |